# آینولینداله
آینولینداله (Ainulindalë) در زبان کوئنیا به معنی آواز آینور یا موسیقی آینور نام اسطوره‌های آفرینش در رشته‌افسانه‌های تالکین است که در ۱۹۷۷ منتشر شد. تالکین نخستین نسخهٔ آن را در ۱۹۱۸ تا بهار ۱۹۲۰ نوشت اما سال‌ها بعد آن را از نو بازنویسی کرد. بخش‌های تغییریافته مربوط به مانوه و آئوله است.
بعد تم و موسیقی آفرینش آینور ها به ؛ والا روح هایی جاودان و قدرتمند که ملکور نیرومند ترین ان هاست و ؛مایا روح هایی جاودان و از لحاظ قدرت در مرتبه پایین تر والا ، کلا مایا ضعیف تر از والا ها هستند.که قدرتمندترین آن ها سائورون و بعد او گندالف و فرقه ایستار چهار مایا نیرومند به علاوه گاندالف بودند.
به طور کلی در بحث قدرت والا و مایا استثنا هم وجود دارد یعنی سائورون حتی از والا های متوسط و متوسط به بالا هم به عنوان قویترین مایا نیرومند تر است..

## نظرات نویسنده
تالکین در ۱۹۴۶ در هنگام چرک‌نویس کردن ارباب حلقه‌ها نسخهٔ تازه‌ای از «آینولینداله» نوشت اما از آن نسخه فقط یک نیم صفحهٔ پاره باقی مانده است. در تصورات او آردا همواره بوده است و هنگام آفرینش جهان و ماه، خورشید وجود داشته است. همچنین پس از آنکه یکی از خوانندگان اظهار کرد ترجیح می‌داد دنیا صاف باشد، او دنیای کروی را رها کرد و آن را صاف توصیف کرد.
در ۱۹۴۸ تالکین دوباره نسخهٔ تازه‌ای نوشت و خورشید و ماه را حذف کرد. در این نسخه روایتگر داستان یک الف به نام پِنگُلو است.

## آواز آینور

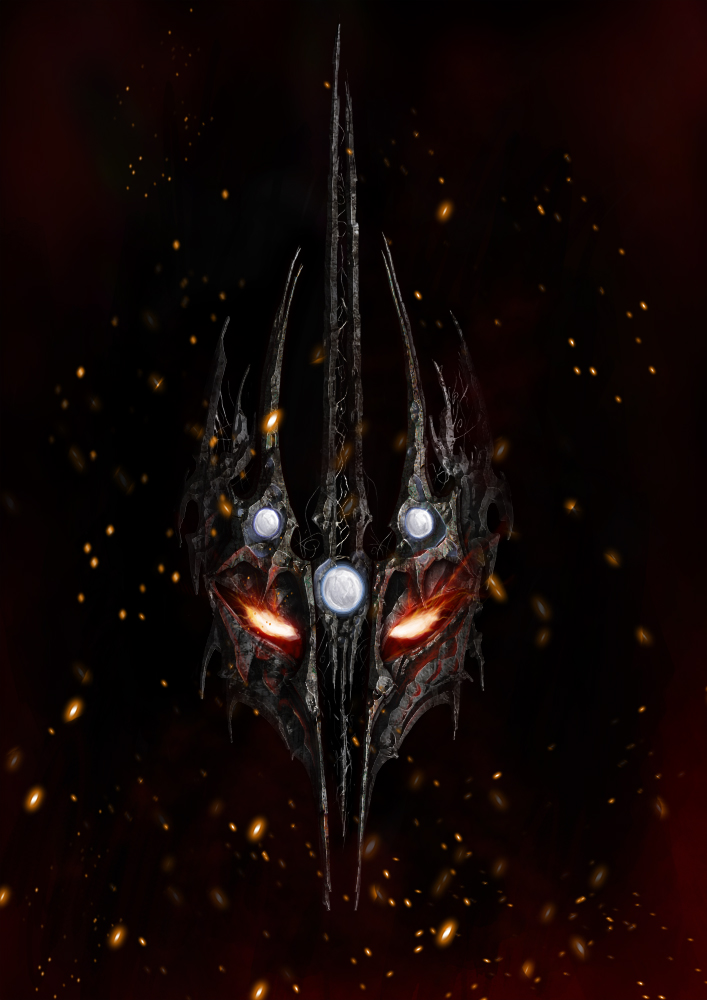
ملکور که تم اول و دوم را خراب می‌کند

آواز آینور اسطورهٔ آفرینش آردا توسط ارو ایلوواتار روایت می‌کند. داستان با توصیف آینور به عنوان فرزندان ایلوواتار آغاز می‌شود. به آنها هنر موسیقی آموخته می‌شود و منجر به زندگی جاودانه برای آن‌ها می‌شود. آینور در دسته‌های کوچک و بزرگ دربارهٔ تم‌هایی که ایلوواتار به هر یک از آنها داده آواز می‌خوانند. ایلوواتار برای تک تک آنها تصمیم‌های بزرگی دارد یک سمفونی که با همکاری همهٔ آنها به انتها می‌رسد و همه با هم در هارمونی آواز می‌خوانند.
ملکور قوی‌ترین آینور است و با بلندی بیش از حد هارمونی موسیقی را برهم می‌زند. ایلوواتار می‌ایستد لبخند می‌زند و دست چپش را بالا می‌برد و یک تم تازه را آغاز می‌کند. ملکور دوباره تلاش می‌کند تم را برهم زند. ایلوواتار این بار دست راستش را بالا می‌برد و برای بار سوم آغاز می‌کند. ملکور دوباره تلاش می‌کند موسیقی را برهم زند اما این بار آنقدر بلند است که نمی‌تواند. ایلوواتار، موسیقی را به اتمام می‌رساند، ملکور را سرزنش می‌کند و آینور را تنها می‌گذارد.
مقام خدایی کاری می‌کند تا آینور ببینند که او چگونه از نیستی، آردا را آفرید هنگامی که تم آخر منجر به آمدن فرزندان ایلوواتار، الف‌ها و انسان‌ها شد بسیاری از آینور خواستند تا به جهان روند و آنها را ببینند آنها به عنوان والا و مایا به آردا رفتند اما برخی در تالار بدون زمان با ایلوواتار ماندند. در این میان ملکور بارها تلاش می‌کند فرمانروایی آردا را در دست بگیرد.